# Govindpur Taregana
Govindpur Taregana – gaun wikas samiti we wschodniej części Nepalu w strefie Sagarmatha w dystrykcie Siraha. Według nepalskiego spisu powszechnego z 2001 roku liczył on 1199 gospodarstw domowych i 6930 mieszkańców (3409 kobiet i 3521 mężczyzn).